# Jérson Garcia da Conceição
Jérson Garcia da Conceição ou simplesmente Jérson, (Rio de Janeiro, 6 de novembro de 1959), é um ex-futebolista brasileiro que atuava como meia.

## Carreira
Iniciou sua carreira futebolística no dente de leite do Bonsucesso, indo para o Botafogo onde teve duas passagens. Após deixar o Time de General Severiano, o atleta teve passagens por Vasco da Gama, Inter de Limeira, Portuguesa e Paysandu onde encerrou sua carreira.
pelo Botafogo, Jerson fez 137 jogos e marcou 19 gols. Foi campeão juvenil (sub 18) estadual em 1978 e tambem foi campeão brasileiro de seleções, pela seleção carioca, no mesmo ano. 

## Títulos
Seleção Brasileira
- Jogos Pan-Americanos: 1979[1][2]